# لینکلن در باردو
لینکلن در باردو (انگلیسی: Lincoln in the Bardo) کتابی در سبک ادبیات تجربی و داستان تاریخی است که جورج ساندرز، نویسنده آمریکایی، در سال ۲۰۱۷ میلادی آن را به رشته تحریر درآورد و سپس در فوریه همان سال آن را روانهٔ بازار کرد.
رمان داستانی را روایت می‌کند که در آن آبراهام لینکلن از قبر پسر یازده ساله‌اش، ویلیام دیدار می‌کند که پسرش بر اثر بیماری تیفوس درگذشته‌است. ساندرز، پیش زمینه و ایدهٔ خلق این داستان از روایت پسر عموی همسرش گرفته‌است که شرح ماجرا و دیدار لینکلن از قبر پسرش را برای‌اش بازگو می‌کند. بیشتر رخدادهای این رمان در مکانی به نام باردو رخ می‌دهد، واژه‌ای که در آیین بودایی به معنای سرزمین میانه یا برزخ است، جایی که در آن روح میان تناسخ و مرگ است ولی با بدن جسمانی ارتباطی ندارد.
این داستان نخستین رمان بلند ساندرز به‌شمار می‌آید و در مارس ۲۰۱۷ به عنوان پر فروش‌ترین کتاب در فهرست پرفروش‌های نیویورک تایمز و یواس‌ای تودی قرار گرفت. همچنین این کتاب در سال ۲۰۱۷ با جلب نظر مثبت منتقدان، جایزه ادبی من بوکر را از آن خود کرد.
این کتاب در ایران با نام «لینکلن در برزخ» با ترجمه رعنا موقعی توسط نشر ستاک و با نام «لینکلن در باردو» با ترجمه نعیمه خالصی از سوی انتشارات جمهوری منتشر شده‌است.